# Banjar Agung (Bangsri)
Banjar Agung is een bestuurslaag in het regentschap Jepara van de provincie Midden-Java, Indonesië. Banjar Agung telt 5890 inwoners (volkstelling 2010).